# Сворачивание (программное обеспечение)

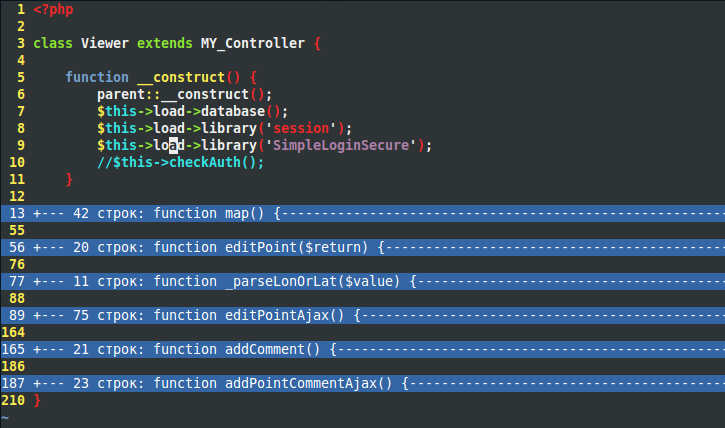
Пример сворачивания кода в редакторе Vim

Сворачивание, или фолдинг (англ. folding) — одна из функций текстового редактора, позволяющая скрывать определённый фрагмент редактируемого кода или текста, оставляя лишь одну строку. В качестве таких фрагментов обычно выступают логически цельные фрагменты кода программы, например, функция, класс, цикл и т. п., или фрагменты текста, например, абзац, глава, секция.
К примеру, фолдинг функции приводит к сворачиванию всего кода функции в одну строку таким образом, что будет видно только название функции.
Обычно, чтобы свернуть фрагмент, нужно нажать на символ «−» слева от него. Чтобы увидеть весь фрагмент, то есть развернуть его, нужно нажать на символ «+», появляющийся у свернутых фрагментов.
Практически все IDE и подавляющее большинство текстовых редакторов, предназначенных для редактирования исходного кода, поддерживают сворачивание.